# Grazia Di Marzà

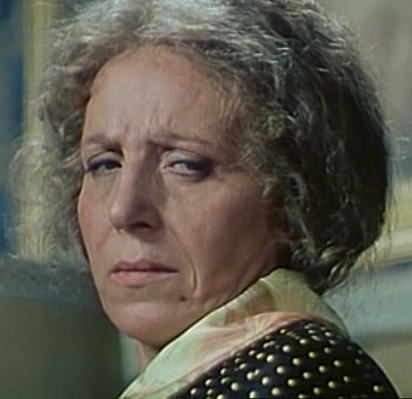
Szene aus dem Film Il gatto mammone

Grazia Di Marzà (* 18. Januar 1922 in Catania; † 17. April 1993 in Rom) war eine italienische Schauspielerin.
Di Marzà begann als Bühnendarstellerin neben Turi Pandolfini und Michele Abbruzzo. 1954 entdeckte sie der Film, bei dem sie jedoch erst zehn Jahre später in Charakterrollen häufiger zu sehen war. Sie spielte insgesamt in 25 Filmen mit. Die Kritik lobte ihre angenehme Art der Darstellung. Sie ist die Mutter des Schauspielers Franco Chillemi.

## Filmografie (Auswahl)
- 1955: Der Fischer der goldenen Insel (Agguato sul mare)
- 1969: Warum hab’ ich bloß 2x ja gesagt?
- 1969: Ein heißer November (Un bellissimo novembre)
- 1970: Die Bestie (La belva)
- 1973: Malizia
- 1975: Il sogno di Zorro